# Bénesville
Bénesville – miejscowość i gmina we Francji, w regionie Normandia, w departamencie Sekwana Nadmorska.
Według danych na rok 1990 gminę zamieszkiwały 134 osoby, a gęstość zaludnienia wynosiła 24 osoby/km² (wśród 1421 gmin Górnej Normandii Bénesville plasuje się na 764. miejscu pod względem liczby ludności, natomiast pod względem powierzchni na miejscu 643.).